# Virgen de los Cuchillos (Cuéllar)
La Virgen de los Cuchillos es una obra anónima de los siglos xvi, xvii o xviii. Portada el Viernes Santo por la Cofradía de la Dolorosa Virgen de los Cuchillos, la imagen está ubicada en la Iglesia de San Miguel de Cuéllar, en Segovia (Castilla y León, España).

## Historia
Se afirma que la Virgen fue tallada por Juan de Juni, lo que situaría su hechura en el siglo xvi, como muy pronto hacia 1561, época en que el escultor talló la célebre y muy copiada imagen de la Virgen de las Angustias de la Ilustre Cofradía Penitencial de Nuestra Señora de las Angustias de Valladolid, y como muy tarde hacia 1577, año de su muerte. No obstante, también se considera que la pieza fue elaborada por un artista desconocido en los siglos xvii o xviii, tesis reforzada por una restauración acometida entre 2005 y 2006 en la que se fechó la policromía original en el siglo xvii. Pese al conflicto sobre la autoría y la datación, sí existe consenso en que la escultura constituye una réplica de la Virgen de las Angustias de Juni.

## Descripción
La Virgen aparece sentada sobre un peñasco al pie de la cruz, completamente sola y con una disposición ligeramente helicoidal del cuerpo con el fin de remarcar el grado de ansiedad producto del estado de trance en el que se encuentra sumida. La pierna derecha se halla flexionada y hacia delante mientras que la izquierda está doblada hacia atrás, gesto que provoca un leve arqueamiento del tronco hacia el lado izquierdo, con el hombro de este lado adelantado respecto al otro. La disposición de ambas piernas guarda consonancia en cierta forma con los brazos ya que el derecho se apoya en el pecho en señal de desconsuelo mientras que el izquierdo se halla estirado hacia la parte posterior y cubierto por el manto, con la mano parcialmente tapada a imagen y semejanza de la talla de Juni, quien tenía por costumbre cubrir partes anatómicas con pañería, destacando en este aspecto diversas obras: la María Magdalena del Santo Entierro (1541-1544) del Museo Nacional de Escultura; la Virgen de la Esperanza (c. 1550) de la Iglesia de Santiago de Allariz; el relieve de la Virgen de la Piedad (1550-1560) del retablo de la Capilla de los Alderete en la Iglesia museo de San Antolín de Tordesillas; el San Juan del Calvario de Ciudad Rodrigo (1556-1557) del Museo Nacional de Escultura; y la María de Cleofás del Santo Entierro (1566-1571) de la Catedral de Segovia.
La carga emocional radica en la cabeza, elevada, con la boca ligeramente abierta y los ojos alzados hacia el cielo en actitud suplicante, estando la obra caracterizada en líneas generales por una composición piramidal y robusta, si bien a diferencia de la escultura de Valladolid esta no posee el mismo nivel de patetismo ya que el rostro resulta desangelado a pesar de las lágrimas sanguinolentas que surcan las mejillas. La imagen luce ropajes superpuestos consistentes en una túnica bermellón y un sayo por encima de manga corta en color hueso con abertura a la altura del pecho, broche y ribete dorado (ambas prendas con estampado vegetal), una toca marfil ribeteada y un manto azul con cenefa dorada apoyado en el hombro izquierdo el cual cae por la parte posterior y se recoge entre las piernas. Los paños lucen una gran cantidad de drapeados en forma de arista que dotan a la imagen de gran movimiento, destacando un marcado equilibrio en las ondulaciones de todas las prendas, si bien en la zona del pecho, donde la mano derecha entra en contacto con las telas, no se producen tantos pliegues como en la imagen vallisoletana, lo que disminuye la sensación de profundidad.
Como elemento accesorio porta una sencilla diadema rematada por dieciséis rayos curvos y quince rectos, destacando a su vez un corazón de gran tamaño con siete espadas clavadas en forma de arco el cual se coloca para la procesión a los pies de la Virgen en vez de sobre el pecho, como era habitual en la talla de Juni hasta su retirada en 1971 con motivo de una restauración. Respecto a la cruz, esta es de gran tamaño y carece por completo de cualquier adorno salvo un letrero oval con el monograma INRI, colgando del travesaño un sudario con motivos florales y vegetales en cuyo centro destaca un corazón atravesado por siete puñales.

## Restauración
La talla fue sometida a un proceso de restauración de tres meses entre 2005 y 2006. La intervención, realizada por la empresa abulense Alfagía, estuvo a cargo de Dorotea Hayden y Clemente Nicolás, quienes trasladaron la obra a su taller junto con Isabel Saez de Buruaga, restauradora del servicio de Planificación de la Dirección General de Patrimonio y Bienes Culturales de la Consejería de Cultura y Turismo de la Junta de Castilla y León. La imagen contaba con diminutos arreglos superpuestos que casi habían conformado una capa de policromía sobre la original, siendo la labor más compleja la consistente en la eliminación de los sustratos, de hasta tres clases en algunas zonas, como por ejemplo tres tipos de azul en el manto. La policromía original pudo salvarse a excepción de las erosiones de la plata, ausente en algunas áreas, mientras que el óptimo estado de conservación de la madera permitió que el proceso de desinsectación y consolidación fuese solamente superficial. Por su parte, el soporte, también en buen estado, requirió tareas de sellado de grietas y encolado, hallándose a su vez varias fisuras en la talla de la Virgen, concretamente en las zonas donde antaño se colocaban los cuchillos.

## Legado
La Virgen de los Cuchillos de Cuéllar cuenta con una cofradía con banda de tambores y cornetas (estas últimas introducidas en 2013) así como con una asociación de ámbito autonómico (Asociación Cultural la Dolorosa Virgen de los Cuchillos). La imagen tuvo el honor de protagonizar el cartel de la Semana Santa de Cuéllar de 2018 con una fotografía de Juan Carlos de la Fuente Gómez además de vincularse el mismo año a la exposición Los 7 misterios dolorosos de la Virgen, cuya pieza central fue el corazón atravesado por los siete cuchillos.